# 国際マインドスポーツ協会
国際マインドスポーツ協会（こくさいマインドスポーツきょうかい、英: International Mind Sports Association、IMSA）とはマインドスポーツの国際競技団体が加盟する国際組織である。スポーツアコードに加盟している。2005年に国際チェス連盟、世界ブリッジ連盟、世界ドラフツ連盟、国際囲碁連盟によって設立された。2008年現在の会長は世界ブリッジ連合のホセ・ダミアニ。2008年には国際オリンピック委員会（IOC）への働きかけ でワールドマインドスポーツゲームズを主催することになり、第1回大会が2008年に北京オリンピック後の中国北京市で開催されている。スイスのローザンヌに本部を置く。

## 加盟団体
2008年現在、設立当初の4団体が加盟している。
- 国際チェス連盟（FIDE）
- 世界ブリッジ連盟（WBF）
- 世界ドラフツ連盟（FMJD）
- 国際囲碁連盟（IGF）

なお、国際ポーカー連盟（IFP）と世界シャンチー連合会（WXF）はオブザーバーである。2016年には国際麻雀連盟（MIL）がオブザーバー参加した。